# さいたま市立三室小学校
さいたま市立三室小学校（さいたましりつ みむろしょうがっこう）は、埼玉県さいたま市緑区にある公立小学校。

## 沿革
- 1873年（明治6年）4月1日 - 馬場東漸寺を仮校舎として三室学校が開校。
- 1889年（明治22年） - 三室尋常小学校に改称。
- 1907年（明治40年）4月1日 - 三室高等尋常小学校に改称。
- 1947年（昭和22年）4月 - 浦和市立三室小学校に改称。
- 1966年（昭和41年）8月 - プールが竣工。
- 1977年（昭和52年）4月4日 - 鉄筋4階建て校舎落成。
- 1978年（昭和53年）3月7日 - 体育館完成。
- 2001年（平成13年）5月1日 - さいたま市誕生により、さいたま市立三室小学校に改称。

## 交通
- JR北浦和駅から東武バス。北浦和駅東口ターミナルビル1番乗り場、さいたま市立病院行き乗車（約15分）、JA埼玉三室前で下車徒歩7分。